# Coupe d'Union soviétique de football 1961
Navigation
Édition 1959-1960 Édition 1962
La Coupe d'Union soviétique 1961 est la 20e édition de la Coupe d'Union soviétique de football. Elle se déroule entre le 15 avril et le 29 octobre 1961.
La finale se joue le 29 octobre 1961 au Stade Lénine de Moscou et voit la victoire du Chakhtior Stalino, qui remporte sa première coupe nationale aux dépens du Torpedo Moscou, tenant du titre qui connaît alors sa troisième finale consécutive.

## Format
Un total de 154 équipes prennent part à la compétition, cela incluant exclusivement des participants aux deux premières divisions soviétique pour la saison 1961, se répartissant en 22 clubs pour le premier échelon et 132 équipes pour le deuxième niveau.
Le tournoi se divise en deux grandes phases. Dans un premier temps, une phase préliminaire est disputée entre les équipes de la deuxième division, qui sont réparties en douze groupes géographiques sous la forme de mini-tournois afin de déterminer pour chaque les quatre à cinq équipes qui se qualifient pour la phase finale, pour un total de 42 qualifiés en tout.
La phase finale, qui concerne donc 64 équipes et voit l'entrée en lice des clubs de la première division, se divise quant à elle en six tours, à l'issue desquels le vainqueur de la compétition est désigné.
Chaque confrontation prend la forme d'une rencontre unique jouée sur la pelouse d'une des deux équipes. En cas d'égalité à l'issue du temps réglementaire d'un match, une prolongation est jouée. Si celle-ci ne suffit pas à départager les deux équipes, le match est rejoué ultérieurement.

## Phase finale

### Seizièmes de finale
Les rencontres de ce tour sont jouées entre le 19 juillet et le 23 septembre 1961.
| Date              | Locaux                         | Score    | Visiteurs                     |
| ----------------- | ------------------------------ | -------- | ----------------------------- |
| 19 juillet 1961   | Energetik Stalinabad (D2)      | 1 - 2    | (D2) Chakhtior Stalinogorsk   |
| 2 août 1961       | Spartak Léningrad (D2)         | 6 - 0    | (D2) Torpedo Armavir          |
| 10 août 1961      | Torpedo Pavlovo (D2)           | 3 - 0    | (D2) Raketa Gorki             |
| 10 août 1961      | Spartak Fergana (D2)           | 0 - 3    | (D1) Chakhtior Stalino        |
| 14 août 1961      | Dynamo Moscou (D1)             | 0 - 0 ap | (D2) Iskra Kazan              |
| 15 août 1961      | Dynamo Moscou (D1)             | 8 - 0    | (D2) Iskra Kazan              |
| 15 août 1961      | Metallourg Stalinsk (D2)       | 3 - 0    | (D1) Pakhtakor Tachkent       |
| 15 août 1961      | Krylia Sovetov Kouïbychev (D2) | 1 - 0    | (D1) Belarus Minsk            |
| 20 août 1961      | Spartak Erevan (D1)            | 1 - 3    | (D1) SKA Rostov               |
| 20 août 1961      | Energia Voljski (D2)           | 1 - 5    | (D1) Lokomotiv Moscou         |
| 22 août 1961      | Neftianik Bakou (D1)           | 2 - 1 ap | (D1) Kalev Tallinn            |
| 23 août 1961      | Spartak Moscou (D1)            | 4 - 0    | (D2) SKF Sébastopol           |
| 26 août 1961      | Torpedo Moscou (D1)            | 8 - 0    | (D2) Troudovyé Rezervy Koursk |
| 29 août 1961      | Admiralteïets Léningrad (D1)   | 2 - 2 ap | (D2) FK Serpoukhov            |
| 30 août 1961      | Admiralteïets Léningrad (D1)   | 3 - 2    | (D2) FK Serpoukhov            |
| 9 septembre 1961  | Kolkhoznik Tcherkassy (D2)     | 0 - 1    | (D1) Zénith Léningrad         |
| 11 septembre 1961 | Dynamo Kiev (D1)               | 3 - 2 ap | (D2) Avangard Kramatorsk      |
| 23 septembre 1961 | Dinamo Tbilissi (D1)           | 2 - 1    | (D1) Avangard Kharkov         |

### Huitièmes de finale
Les rencontres de ce tour sont jouées entre le 20 août et le 9 octobre 1961.
| Date              | Locaux                       | Score    | Visiteurs                      |
| ----------------- | ---------------------------- | -------- | ------------------------------ |
| 20 août 1961      | Chakhtior Stalinogorsk (D2)  | 2 - 0    | (D2) Dynamo Moscou             |
| 20 août 1961      | Lokomotiv Moscou (D1)        | 4 - 0    | (D2) Metallourg Stalinsk       |
| 20 août 1961      | Torpedo Moscou (D1)          | 3 - 0    | (D2) Spartak Léningrad         |
| 23 septembre 1961 | Admiralteïets Léningrad (D1) | 2 - 1    | (D1) Dynamo Kiev               |
| 3 octobre 1961    | Zénith Léningrad (D1)        | 3 - 0    | (D2) Krylia Sovetov Kouïbychev |
| 8 octobre 1961    | Torpedo Pavlovo (D2)         | 0 - 0 ap | (D1) Neftianik Bakou           |
| 9 octobre 1961    | Torpedo Pavlovo (D2)         | 1 - 3    | (D1) Neftianik Bakou           |
| 8 octobre 1961    | SKA Rostov (D1)              | 2 - 2 ap | (D1) Spartak Moscou            |
| 9 octobre 1961    | SKA Rostov (D1)              | 2 - 0    | (D1) Spartak Moscou            |
| 8 octobre 1961    | Chakhtior Stalino (D1)       | 3 - 2    | (D1) Dinamo Tbilissi           |

### Quarts de finale
Les rencontres de ce tour sont jouées entre le 9 et le 18 octobre 1961.
| Date            | Locaux                 | Score    | Visiteurs                    |
| --------------- | ---------------------- | -------- | ---------------------------- |
| 9 octobre 1961  | Lokomotiv Moscou (D1)  | 0 - 1    | (D1) Admiralteïets Léningrad |
| 14 octobre 1961 | SKA Rostov (D1)        | 2 - 3    | (D1) Torpedo Moscou          |
| 17 octobre 1961 | Zénith Léningrad (D1)  | 2 - 1 ap | (D1) Neftianik Bakou         |
| 18 octobre 1961 | Chakhtior Stalino (D1) | 3 - 1    | (D2) Chakhtior Stalinogorsk  |

### Demi-finales
Les rencontres de ce tour sont jouées les 25 et 26 octobre 1961.
| Date            | Locaux                       | Score | Visiteurs              |
| --------------- | ---------------------------- | ----- | ---------------------- |
| 25 octobre 1961 | Admiralteïets Léningrad (D1) | 0 - 1 | (D1) Chakhtior Stalino |
| 26 octobre 1961 | Torpedo Moscou (D1)          | 2 - 0 | (D1) Zénith Léningrad  |

### Finale
| Titulaires :  |                         |     |
|               |                         |     |
|               | Anatoli Gloukhotko (ru) | 60e |
|               | Vladimir Khomoutov (ru) |     |
|               | Viktor Choustikov       |     |
|               | Leonid Ostrovskiy       |     |
|               | Valeri Voronine         |     |
|               | Nikolaï Manoshine       |     |
|               | Slava Metreveli         |     |
|               | Valentin Ivanov         |     |
|               | Guennadi Goussarov      |     |
|               | Boris Batanov (en)      |     |
|               | Oleg Sergueïev (ru)     | 41e |
|               |                         |     |
| Remplaçants : |                         |     |
|               | Valentin Denissov (ru)  | 41e |
|               | Anzor Kavazachvili      | 60e |
|               |                         |     |
| Entraîneur :  |                         |     |
| Viktor Maslov |                         |     |

| Titulaires :  |                           |
|               |                           |
|               | Boris Strelkov (ru)       |
|               | Nikolaï Golovko (en)      |
|               | Guennadi Sneguiriov (ru)  |
|               | Viatcheslav Aliabiev (en) |
|               | Dmitri Mizerny (ru)       |
|               | Vladimir Salkov (en)      |
|               | Anatoli Rodine (ru)       |
|               | Oleg Kolossov (ru)        |
|               | Iouri Anantchenko (ru)    |
|               | Iouri Zakharov (ru)       |
|               | Valentin Sapronov (en)    |
|               |                           |
| Entraîneur :  |                           |
| Oleg Ochenkov |                           |

| Titulaires :  |                         |     |
|               |                         |     |
|               | Anatoli Gloukhotko (ru) | 60e |
|               | Vladimir Khomoutov (ru) |     |
|               | Viktor Choustikov       |     |
|               | Leonid Ostrovskiy       |     |
|               | Valeri Voronine         |     |
|               | Nikolaï Manoshine       |     |
|               | Slava Metreveli         |     |
|               | Valentin Ivanov         |     |
|               | Guennadi Goussarov      |     |
|               | Boris Batanov (en)      |     |
|               | Oleg Sergueïev (ru)     | 41e |
|               |                         |     |
| Remplaçants : |                         |     |
|               | Valentin Denissov (ru)  | 41e |
|               | Anzor Kavazachvili      | 60e |
|               |                         |     |
| Entraîneur :  |                         |     |
| Viktor Maslov |                         |     |

| Titulaires :  |                           |
|               |                           |
|               | Boris Strelkov (ru)       |
|               | Nikolaï Golovko (en)      |
|               | Guennadi Sneguiriov (ru)  |
|               | Viatcheslav Aliabiev (en) |
|               | Dmitri Mizerny (ru)       |
|               | Vladimir Salkov (en)      |
|               | Anatoli Rodine (ru)       |
|               | Oleg Kolossov (ru)        |
|               | Iouri Anantchenko (ru)    |
|               | Iouri Zakharov (ru)       |
|               | Valentin Sapronov (en)    |
|               |                           |
| Entraîneur :  |                           |
| Oleg Ochenkov |                           |